# Gaia Mater
GAIA MATER es una red internacional de ecología humanista, cuyo objeto principal es la solidaridad, el reparto de los recursos y la protección del equilibrio ambiental.
Sus actividades tienen como primer objetivo el interés general y la utilidad pública, valorizando el voluntariado y desarrollando el lazo social. Esta ONG es un albergue activo de aplicación de los objetivos de la Carta de Belgrado de la ONU (1975) y de la Carta de la Tierra de la Unesco (2000) sobre la educación y la protección del equilibrio ambiental.

## Historia

### Internacional
Gaia Mater fue admitida en 2006 en el Consejo Económico y Social de las Naciones Unidas en estatuto consultativo permanente (lista especial) por proposición del Comité de las ONG de la ONU.
Representado por Marc CARL, Gaia Mater fue Presidente del Comité del Desarrollo de la Conferencia de las ONG en estatuto a la ONU del febrero de 2008 al febrero de 2009.

### Francia
La representación francesa fue constituida en 1979, luego reconstituida en 1998, por asociaciones y militantes ya activos desde una veintena de años en el medio de la ecología, de la solidaridad y de la economía social.
Esta representación, que goza en Francia de un consentimiento gubernamental de asociación nacional de protección del medioambiente, estuvo al principio del enjambrazón de la mayoría de las otras representaciones, de las cuales formó a muchos miembros, particularmente en las representaciones permanentes oeste-africanas. La ONG común nació en 1998 durante la reorganización de la estructura francesa.
Esta ONG fue disuelta el 31/12/2008 con vistas a una reconstitución en fundación.

## Funcionamiento
El funcionamiento de esta ONG es particular. Una simple estructura central común ligera les permite a los adherentes sacar mejor provecho de los recursos colectivos, y preserva estos recursos en el interés general. Se encuentra allí el espíritu de funcionamiento libremente coordinado e independiente de los SCL. Asegura una función de conexión, de coordinación de medios, de representación, de información y de impulso.
Tiene esencialmente un papel arbitral y relacional, sin disposición de los recursos comunes, directamente atribuidos a las representaciones para sus adherentes portadores de proyecto. Tal organización con un equipo administrativo central muy reducido y pocas cargas de estructura, permite que casi todos los medios sean afectados en el terreno.
La comunidad de sus primeros miembros constituyó la organización internacional (ONG) Gaia Mater, que es el centro de una red que funciona por cooperación igualitaria de las representaciones nacionales adherentes, las cuales realizan juntas unas actividades de interés público, tales como:
- cooperación norte/sur: lucha contra la desertización, repoblación forestal,
- abastecimiento de equipos y de recursos a las colectividades desfavorecidas,
- reciclaje ecológico de desechos, reconstitución de suelos, vigilancia antipolución,
- desarrollo de instalaciones solares y eólicas, producción de agua potable,
- acciones contra la miseria y la exclusión, con formación y creación de empleos en economía social y solidaria,
- operaciones de urbanismo y de arquitectura que mejoran el lazo social
- reparto de conocimientos, formación, estudias, publicaciones, etc.

## Presupuesto y miembros
El cotejo de las cifras declaradas a la ONU (Comité de las ONG) y al Ministerio francés de la Ecología para 2005 hace aparecer para Gaia Mater un presupuesto anual internacional de funcionamiento de 841.350 $, con 813.353 $ destinados a las operaciones de terreno, la estructura central francesa gastando sólo 5.500 €, y lo esencial de los recursos que provienen de dones y de subvenciones europeas.
Para el conjunto de las representaciones nacionales que se relacionaban con la red central común, Francia, Bélgica, Mauritania, Burkina Faso, Costa de Marfil, Senegal, Malí, el número de miembros permanentes era de 4.993 a finales de 2004, normalmente en voluntariado total. Camerún pidió su vinculación en 2005. Otras formaciones, particularmente en Polonia y en Bolivia, son independientes de la red común. 